# الجرين (الحيمة الخارجية)

تعديل مصدري - تعديل

الجرين هي إحدى قرى عزلة مفحق بمديرية الحيمة الخارجية التابعة لمحافظة صنعاء، بلغ تعداد سكانها 79 نسمة حسب تعداد اليمن لعام 2004.